# Contra/Fact
Contra/Fact ist das erste Studioalbum von Matthew Lux‘ Communication Arts Quartet. Die im Studio Electrical Audio in Chicago entstandenen Aufnahmen erschienen zunächst im September 2017 (in einer vorläufigen Reihenfolge) als Musikcasette, weiterhin am 22. Juni 2018 als Langspielplatte auf Astral Spirits.

## Hintergrund
Seit den 2000er-Jahren ist der Bassist Matthew Lux ein fester Bestandteil des experimentellen Musikszene von Chicago; zunächst verbrachte er Zeit in der Post-Rock-Band Isotope 217 und erwarb sich einen soliden Ruf als Sideman für den Kornettisten Rob Mazurek. Er erlebte erst 2017 sein Debüt als Bandleader mit seinem Album Contra/Fact. In seiner Band namens „Communication Arts Quartet“ spielten der Schlagzeuger Mikel Patrick Avery, der Saxophonist Jayve Montgomery und der Kornettist Ben LaMar Gay.
Contra/Fact erschien ursprünglich 2017 auf Kassette; dann überarbeiteten Lux und Leroy Bach von Wilco das Album Anfang des Jahres 2018 für digitale Formate, komplett mit neuer Reihenfolge.

## Titelliste
- Matthew Lux’s Communication Arts Quartet: Contra/Fact (Astral Spirits AS052)[2]

| A1 | Camisa Sete (Lux)        | 3:20  |
| A2 | Ninna Nanna (CAQ)        | 6:00  |
| A3 | Mercury Lights (CAQ)     | 8:27  |
| A4 | Singlet (CAQ)            | 0:50  |
| A5 | Paw Paw (Lux)            | 6:13  |
| B1 | Israels' (Lux)           | 8:14  |
| B2 | C.G.L.W (Lux)            | 10:03 |
| B3 | Gris/Bleu (Lester Young) | 1:59  |

## Rezeption
Mit Contra/Fact habe Matthew Lux ein Debüt hingelegt, das so aufregend und so wenig kategorisierbar sei wie Jaimie Branchs Fly or Die und Ben LaMar Gays Downtown Castles Can Never Block the Sun, meinte Brad Cohan in der JazzTimes. Auf Contra/Fact würde Lux mit seiner unglaublich vielseitigen Band eine sich ständig verändernde Klangwelt erschaffen, die sowohl an die Weltmusik-trifft-elektronischen Experimente von Mazureks und Chad Taylors Chicago Underground-Kollektiv als auch an die „Post-Jazz-Reinheit“ von Jeff Parkers Juwel The New Breed von 2016 erinnere. Lux bezeichnet seine Ästhetik frei als „Space-Folk“, und den fremdartigen Klängen nach zu urteilen, die das ganze Album durchziehen, sei Contra/Fact vielleicht nicht von dieser Erde. Passenderweise würde Lux die Band verankern und die acht Stücke mit kräftigen, pulsierenden Bass-Grooves antreiben, die sich als rhythmische Wonne erweisen. Das werde deutlich beim funkigen Tuckern des schwungvollen Eröffnungsstücks „Camisa Sete“, dem an Sun Ra erinnernden „Ninna Nanna“, dem ruckartigen elektronischen Wirbel von „Paw Paw“ und dem tribalen Trance-Jazz von „Israels’“.
In der Besprechung bei Avant Music News heißt es zu Contra/Fact, dass bereits das Retro-Styling des Albumcovers vermuten lasse, dass Lux mit seinen Mitmusikern mehr als nur eine Anspielung auf die Vergangenheit böte. Contra/Fact habe einen dichten, analogen, funkigen und experimentellen Charakter, der an die frühen 1970er Jahre erinnere. Man nehme den Mazurek, kombiniere ihn mit dem Art Ensemble of Chicago und Electric Miles, und schon ergebe sich der Anfang einer Beschreibung ihrer Bemühungen. Aber das Quartett von Lux begebe sich auf unbekanntes Terrain, was dem Album auch eine gewisse Frische verleihe. Auf keinen Fall sei das Free Jazz, weil die meisten Stücke einen klaren Rhythmus, wenn nicht gar einen Groove aufwiesen. Nichtsdestotrotz regiere der „Experimentalismus“. Das Ergebnis sei eine dichte, berauschende Mischung, die geschickt zwei Zeitabschnitte miteinander verbinde und sehr empfehlenswert sei.